# Royal Ordnance Factories
Royal Ordnance Factories (ROFs) est le nom collectif des fabriques d'armement (ordnance) du gouvernement britannique pendant et après la Seconde Guerre mondiale. Elles fabriquaient des explosifs, des munitions, des armes de petit calibre, des canons et des véhicules militaires, notamment des tanks. Jusqu'à leur privatisation en 1987, elles étaient sous la responsabilité du Ministère de l'approvisionnement et plus tard du Ministère de la Défense.
La majorité des ROFs ont été construites durant la période de réarmement qui a immédiatement précédé la Seconde Guerre mondiale pour augmenter les capacités du Royal Arsenal de Woolwich, de la Royal Gunpowder Factory de Waltham Abbey (Essex) et de l'Arsenal royal d'Enfield. Ces trois usines étaient situées à Londres ou à proximité, et considérées comme vulnérables à des bombardements depuis l'Europe continentale.
Le Royal Arsenal a conçu la plupart des Royal Ordnance Factories et fut aussi l'agent de la construction des Rifles ROFs, du Medium Machine ROF et des Small Arms Ammunition ROFs (qui fabriquaient respectivement des armes à feu, du matériel léger et des munitions de petit calibre). Le Ministère de l'approvisionnement, le Ministère du travail et deux compagnies privées furent les agents pour la construction des autres ROFs.

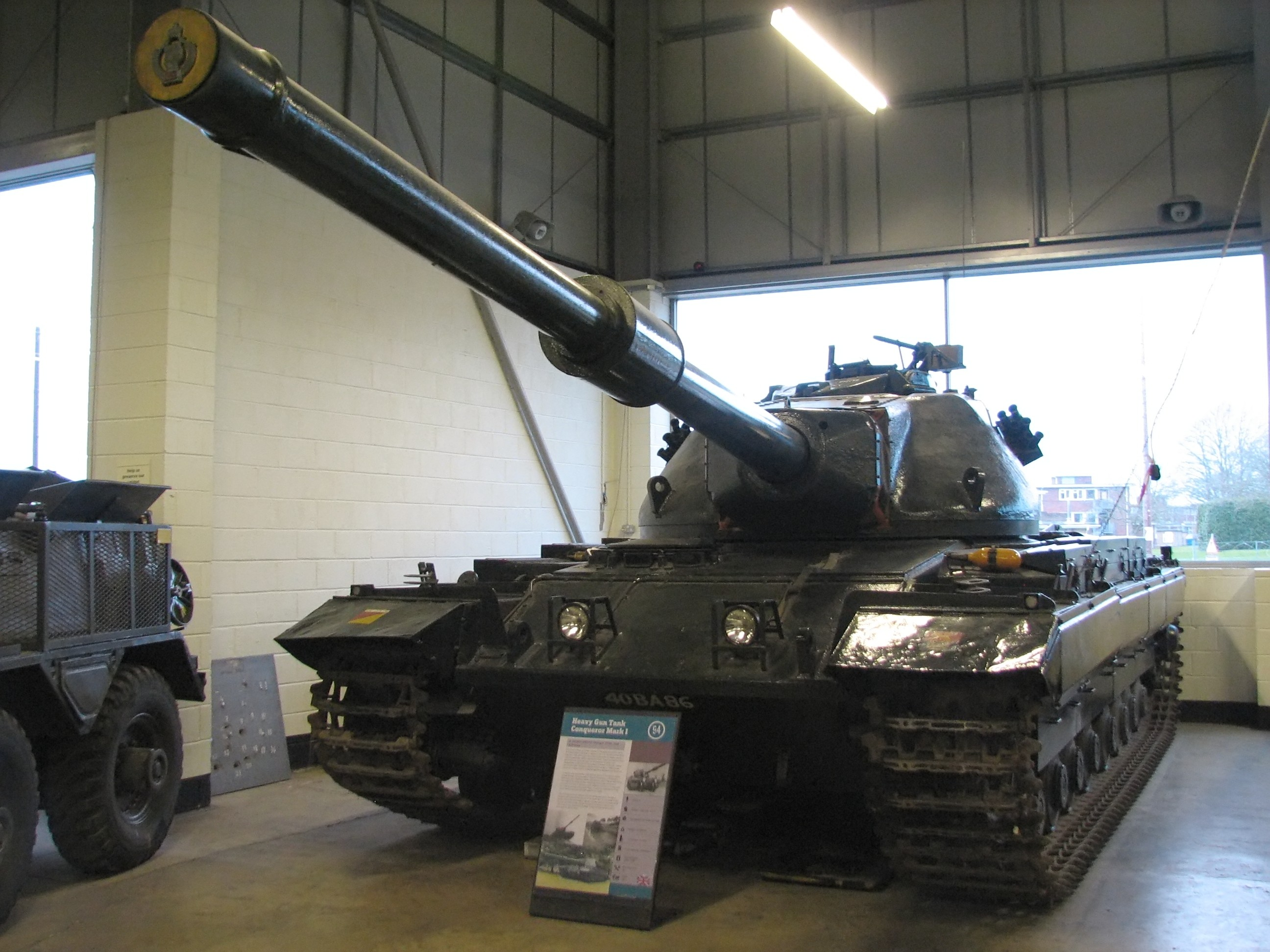
Le Conqueror, un produit des Royal Ordnance Factories (1955-1959)

## Installation
Les nouvelles Royal Ordnance Factories devaient être construites dans des zones « relativement sûres », ce qui jusqu'à 1940 voulait dire à l'ouest de Bristol et d'une ligne allant grossièrement de Weston-super-Mare, dans le Somerset, à Haltwhistle, dans le Northumberland, et ensuite jusqu'à Linlithgow et Bishopton, en Écosse. Le sud, le sud-ouest et l'est de l'Angleterre étaient considérés comme « dangereux » et les Midlands, y compris Birmingham, comme « peu sûrs ». Cette définition des zones « sûres » fut plus tard modifiée (et ignorée en 1940 dans le cas de Chorley).
Les ROFs devaient être installées au nord et à l'est de la ligne, et celles qui produisaient ou manipulaient des explosifs être aussi à l'écart des centres urbains. Mais elles devaient avoir accès à des moyens de transport, comme des lignes de chemin de fer, à de l'eau en abondance et à du personnel qualifié ; elles devaient aussi se trouver le plus bas possible, pour limiter les dangers du gel des explosifs. Certaines ROFs du Pays de Galles et d'Écosse furent aussi le résultat d'un lobbying politique, dans des régions où le chômage était important depuis les années 1930
Les ROFs étaient gardées par ce qui allait devenir la Police du Ministère de la défense (Ministry of Defence Police).

## Après-guerre
Beaucoup de Rofs devaient être provisoires. Elles fermèrent rapidement après la fin de la Seconde Guerre mondiale. D'autres avaient été conçues comme permanentes et restèrent en fonction beaucoup plus longtemps. En 1957, un livre blanc du nouveau ministre de la défense Duncan Sandys conduisit à la réorganisation de l'industrie aéronautique, à la restructuration de la British Army et à une concentration sur les systèmes de missiles. Plusieurs Rofs « permanentes » fermèrent à la fin des années 1950 et d'autres dans les années 1970.
Les ROFs temporaires, ou les ROFs permanentes fermées dans les années 1950 et 1970 furent souvent reprises par d'autres départements du gouvernement. Certaines fabriques d'explosifs des ROFs et de l'Amirauté, comme la Royal Navy Propellant Factory (en) de Caerwent (Monmouthshire), furent récupérées par le ministère de la défense comme entrepôts de munitions ; d'autres furent rasées et le terrain utilisé par exemple pour construire des prisons.
Une partie de la ROF Thorpe Arch, située près de Thorpe Arch (en) et Boston Spa, dans le Yorkshire de l'Ouest, devint un dépôt de la British Library. Une partie de la ROF de Swynnerton (Staffordshire) devint un centre de formation de General Post Office Telephones (c'est aujourd'hui le Yarnfield Park Training and Conference Centre, géré par Accenture), tandis qu'une autre est devenue un centre d'entraînement de la British Army. La ROF d'Elstow (au sud de Bedford) devint un entrepôt du Central Electricity Generating Board (en). Le site a aujourd'hui été dépollué et reconverti pour devenir en 2008 la ville nouvelle de Wixams.

### Privatisation
Dans les années 1980, le gouvernement britannique transféra une partie de ses capacités de recherche et développement du Defence Research Establishments (en) aux Royal Ordnance Factories. (Le reste fut plus tard supprimé, resta au sein du Ministère de la Défense sous le nom de Dstl ou fut intégré à l'entreprise QinetiQ.)
Le 2 janvier 1985, la plupart des Royal Ordnance Factories furent intégrées à la nouvelle compagnie publique Royal Ordnance plc. Elles possédaient alors 16 usines et employaient 19 000 personnes. Royal Ordnance fut privatisée et racheté par British Aerospace (BAe, actuelle BAE Systems) en avril 1987.
Quelques ROFs impliquées dans la production d'armes atomiques, celle de Cardiff et celle de Burghfield (dans le Berkshire), ne furent pas transférées à Royal Ordnance, mais passèrent sous le contrôle de l'Atomic Weapons Research Establishment (AWRE, actuel Atomic Weapons Establishment).